# جون فرازير (لاعب كرة قدم بريطاني)
جون فرازير (بالإنجليزية: John Fraser)‏ (2 مارس 1936 بإدنبرة في المملكة المتحدة - مارس 2025) هو لاعب كرة قدم بريطاني في مركز جناح ‏. لعب مع نادي هيبرنيان ونادي ستنهاوسموير.

## وصلات خارجية
- جون فرازير (لاعب كرة قدم بريطاني) على موقع قاعدة بيانات كرة القدم.إي يو (الإنجليزية)